# Tomasz Grzywaczewski
Tomasz Henryk Grzywaczewski (ur. 5 września 1986 w Łodzi) – polski dziennikarz, pisarz, dokumentalista i podróżnik. Autor książek reportażowych, filmów, programów dokumentalnych, artykułów prasowych oraz publikacji naukowych. Członek The Explorers Club.

## Życiorys

### Wykształcenie i kariera naukowa
Absolwent Wydziału Prawa i Administracji Uniwersytetu Łódzkiego, obecnie doktorant prawa międzynarodowego na macierzystej uczelni. W działalności naukowej specjalizuje się w obszarze Europy Środkowo-Wschodniej, a w szczególności w tematyce post-sowieckich państwach nieuznawanych. Absolwent programu Russian Security Studies Certificate na Daniel Morgan Graduate School of National Security, Washington DC, USA.
Autor artykułów naukowych i analitycznych, m.in.: „Ludowe republiki Donbasu” – granice prawa do samostanowienia a fenomen quasi-państw. Uczestnik konferencji naukowych i eksperckich w Polsce i za granicą, m.in.: 15th International Conference „Ideologies, Values and Political Behaviours in Central and Eastern Europe”, West University in Timisoara, Rumunia, Western Balkans Summit 2021, Sofia, Bułgaria. Był członkiem zespołu badawczego projektu „Enhancement of the Mozambican academic society and augmenting its role in supporting rural communities facing flagrant violations of human rights” realizowanego przez Uniwersytet Łódzki oraz Catholic University of Mozambique. Ekspert ds. Europy Środkowej i Wschodniej w think tanku Warsaw Institute.

### Działalność zawodowa
Stały współpracownik amerykańskiego magazynu Foreign Policy oraz portalu Onet. Jego artykuły i reportaże ukazywały się m.in. w Gościu Niedzielnym, National Geographic Traveler, Do Rzeczy, Wprost, Podróżach, Nowej Europie Wschodniej, Gazecie Polskiej, Kontynentach. Ekspert ds. międzynarodowych Polskiego Radia 24, Radia Koszalin i Radia Wnet.
Pomysłodawca i uczestnik przedsięwzięć reportersko-podróżniczych, m.in.: Long Walk Plus Expedition, wyprawy z Syberii do Indii śladami polskich uciekinierów z Gułagu; Dead Road 1953-2013, wyprawy na Transpolarną Magistralę Kolejową, zw. Drogą Umarłych; wyprawy do Kamerunu „Vivat Polonia 2016”, śladami polskiego odkrywcy Stefana Szolc-Rogozińskiego.
Relacjonował konflikty zbrojne na Donbasie, w tureckim Kurdystanie i Górskim Karabachu, protesty na Białorusi przeciwko wyborom prezydenckim w 2020 oraz kryzys migracyjny na granicy polsko-białoruskiej.
Prowadził wykłady i prezentacje w licznych instytucjach w Polsce i za granicą, m.in. w The Explorers Club w Nowym Jorku oraz na Georgetown University w Waszyngtonie, a także autorski cykl wykładów o państwach nieuznawanych na Studium Europy Wschodniej Uniwersytetu Warszawskiego.
Laureat stypendium twórczego Ministra Kultury i Dziedzictwa Narodowego za rok 2019 w kategorii „Literatura” oraz programu stypendialnego Ministra Kultury i Dziedzictwa Narodowego „Kultura w sieci” za rok 2021 w kategorii „Sztuki wizualne”.
W latach 2016–2018 był redaktorem naczelnym magazynu Koncept. Od 2020 komentator i współprowadzący audycji „Raport” poświęconej sprawom międzynarodowym na antenie Radia Koszalin oraz stały komentator ds. międzynarodowych litewskiego radia publicznego LRT.

## Wyprawy
Odbyte wyprawy:
- 2010: Long Walk Plus Expedition – wyprawa z Jakucka na Syberii przez tajgę, Buriację, Mongolię, pustynię Gobi, Chiny, Tybet, Himalaje, Nepal, Indie, do Kalkuty śladami książki Sławomira Rawicza Długi marsz, w której autor opisał historię ucieczki grupy więźniów pod przywództwem Polaka z sowieckiego łagru w 1941; udział wzięli: Tomasz Grzywaczewski, Bartosz Malinowski i Filip Drożdż; trasa: ponad 8000 km;
- 2012: Poland Trek powered by Żegluga Wiślana – pokonanie pieszo, na tratwie i kajakiem całej długości Wisły, z Zakopanego do Morza Bałtyckiego; udział wzięli: Tomasz Grzywaczewski, Louis-Phillipe Loncke; trasa: 1200 km;
- 2013: Martwa Droga – Dead Road, odnalezienie i zbadanie łagrów na jednym z najbardziej niedostępnych odcinków opuszczonej Transpolarnej Magistrali Kolejowej, zwanej Drogą Umarłych; udział wzięli: Tomasz Grzywaczewski, Maciej Cypryk, Ania Hyman, Łukasz Orlicki, Marek Kozakiewicz; trasa: ponad 1500 km;
- 2016: Expédition Africaine Rogoziński „Vivat Polonia 2016” – wyprawa do Afryki (Kamerunu, Nigerii, Liberii oraz na Wybrzeże Kości Słoniowej) śladami polskiego odkrywcy Kamerunu Stefana Szolc-Rogozińskiego; udział wzięli: Tomasz Grzywaczewski, Maciej Klósak, Władysław Rybiński, Dariusz Skonieczko oraz delegacja Państwowego Muzeum Etnograficznego w Warszawie na czele z dyrektorem Adamem Czyżewskim;
- 2015–2017: Nieuznawane – cykl podróży po post-sowieckich państwach nieuznawanych od Naddniestrza i frontu na Donbasie, przez Abchazję, pogranicze Osetii Południowej aż po Górski Karabach.
- 2019–2021: Wymazana granica – cykl reporterskich podróży śladami dawnej granicy II Rzeczypospolitej przez Kaszuby, Śląsk, Zaolzie, Bieszczady, Huculszczyznę, Wołyń, Polesie, okolice Mińska, Łatgalię, Wileńszczyznę, Mazury, Żuławy Wiślane.

## Publikacje

### Książki
- Przez dziki Wschód, Wydawnictwo Literackie, 2012[1];
- Życie i śmierć na Drodze Umarłych, Wydawnictwo Literackie, 2015[1];
- Granice marzeń. O państwach nieuznawanych, Wydawnictwo Czarne, 2018[22];
  - tł. na jęz. czeski Hranice snů: O neuznávaných státech, Past production, 2020[23];
  - tł. na jęz. ukraiński Кордони мрій. Про Невизнані Республіки, Видавництво 21, 2020[24];
- Wymazana granica. Śladami II Rzeczpospolitej, Wydawnictwo Czarne, 2020[25].

### Filmy i programy telewizyjne
- Cienie Imperium, Studio Filmowe „Kadr”, 2018 – scenariusz, współpraca reżyserska[26];
- Litwa. W cieniu wieży, IST Films dla TVP, 2021 – reżyseria, scenariusz (wspólnie z Mariusz Pilis), dokumentacja[27];
- Tomek na granicach Rzeczypospolitej. TVP, Sezon 1 2020, Sezon 2 2021 – prowadzenie, reżyseria, scenariusz[28];
- Kierunek Wschód (vlog), Kresy24.pl, 2021 – prowadzenie, scenariusz[29].
- Rozszczepieni, Adam Sokołowski dla TVP, 2021 – reżyseria, scenariusz (wspólnie z Moniką Andruszewską)[30]
- Urodzony pod szczęśliwym minerałem, BKEV, Inbornmedia, TVP, 2022 – prowadzenie, współscenarzysta[31]
- Ukraina. Raport z miejsca zbrodni, Mewa Film dla TVP, 2022 – reżyseria, scenariusz[32]
- Białoruś. Przebudzenie, Mewa Film dla TVP, 2022 – reżyseria, scenariusz[33]
- Wymazać naród, Inbornmedia dla Narodowego Instytutu Dziedzictwa, 2022 – reżyseria, scenariusz, prowadzenie[34]

## Nagrody i odznaczenia
- Nagroda publiczności „Czwarty Żywioł” na Festiwalu Podróżników Trzy Żywioły 2011;
- Nagroda Magellana 2012 dla najlepszego reportażu podróżniczego za Przez dziki Wschód[35];
- Wyprawa „Vivat Polonia 2016” została wyróżniona Flagą nr 112 amerykańskiego The Explorers Club przyznawaną najciekawszym przedsięwzięciom podróżniczo-badawczym z całego świata[36];
- Nagroda Magellana 2019 w kategorii „książka reportażowa” za Granice marzeń[37];
- Nagroda Kryształowa Karta Polskiego Reportażu 2019 w kategorii Nagroda Publiczności za Granice marzeń[38];
- Nagrody Złoty BohaterON Publiczności i Srebrny BohaterON w kategorii „Dziennikarz” 2021 za realizację reporterskiego wielopoziomowego projektu Wymazana granica. Śladami II Rzeczypospolitej[39].
- Platynowy Ryngraf na II Festiwalu Kultury Narodowej „Pamięć i Tożsamość” 2022 za pracę korespondenta wojennego na Ukrainie[40]
- Nagroda Literacka i Historyczna Identitas 2022 za książkę Wymazana granica. Śladami II Rzeczpospolitej[41]